# Гаїчка середземноморська

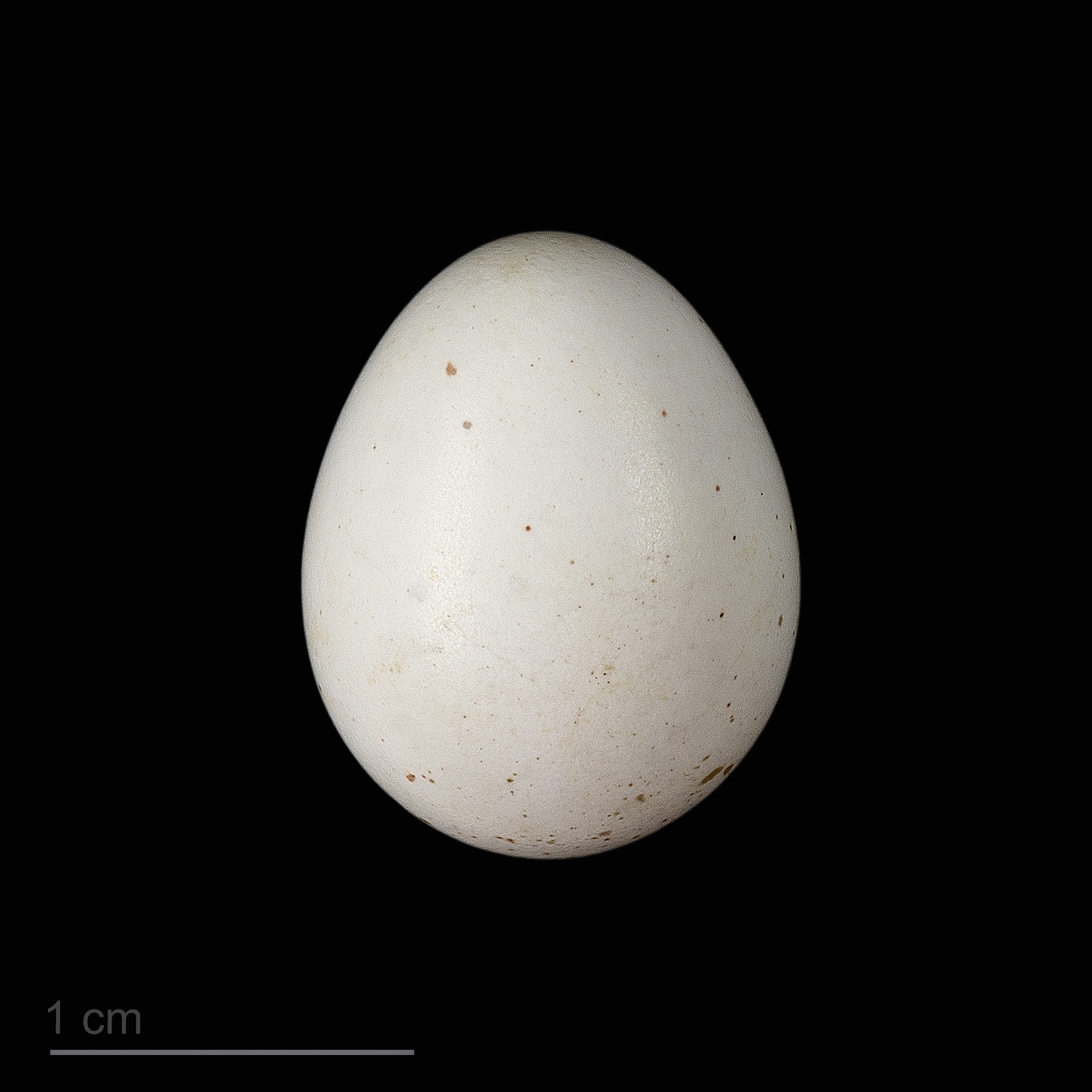
яйце Poecile lugubris - Тулузький музей

Гаїчка середземноморська (Poecile lugubris) — вид горобцеподібних птахів родини синицевих (Paridae).

## Поширення
Вид поширений у Південно-Східній Європі, Малій Азії, на Близькому Сході та в Ірані. Мешкають на сухих відкритих ділянках із чагарниковою рослинністю та нечисленними розрізненими деревами та кущами, часто поблизу води, в оливкових гаях, виноградниках, лісах та на кам'янистих ділянках з чагарниками.

## Опис
Зовні схожа на гаїчку-пухляка, тільки більша і з боків темніша. Довжина тіла становить від 13 до 14 см, вага — від 15 до 20 г. Дзьоб відносно сильний. На тімені та потилиці самця оперення коричнево-чорного кольору, оперення самиці коричневого кольору. Решта оперення верхньої частини тіла бурого забарвлення, обличчя та бічні сторони шиї білясті, нижня частина тіла біляста з сірувато-коричневими бічними сторонами та великою чорною плямою на горлі.

## Підвиди
- Poecile lugubris anatoliae, (Hartert, 1905), Мала Азія на південь до Ізраїлю;
- P. l. dubius, (Hellmayr, 1901), гори Загрос в Ірані;
- P. l. kirmanensis, (Koelz, 1950), в горах провінції Керман на півдні Ірану;
- P. l. lugens, (Brehm, 1855), південь Греції;
- P. l. lugubris, (Temminck, 1820), Балкани та північна Греція.